# Rolo
Rolo är en ort och kommun i provinsen Reggio Emilia i regionen Emilia-Romagna i Italien. Kommunen hade 4 075 invånare (2018).